# Ярема
Ярéма (аналоги — Веремі́й (Єремі́я) — українське особове ім'я, також українське прізвище.
Ім'я утворене від імені біблейського пророка Єремі́ї, (івр. יִרְמְיָהוּ‎, Їрмія́ху, «Господь звеличить»). Тому ім'я відносять до імен семітського походження, таких як: Ганна, Марія, Давид, Данило, Іван, Хома, Яким та ін. На користь цієї версії також свідчить існування європейських аналогів імені, наприклад англосаксонського походження Jeremy Jeremy (name) (англ) (Джеремі), що також походить від імені біблейського пророка.
Ще одна малоймовірна версія говорить, що ім'я Ярема має кримськотатарське походження (кримськотатарською мовою yare (яре) — «коханий, кохана»; yarem (ярем) — «мій коханий, моя кохана»).[джерело?]

## Написання імені Ярема різними мовами
- рос. Ереме́й,
- грец.  Ιερεμίας ,
- англ.  Jeremiah, Jeremy ,
- ісп., лит., нім., порт., фін., чеськ., фін. Jeremias,
- англ. Jeremiás ,
- пол.  Jeremiasz,
- чеськ. Jeremiáš,
- фр. Jérémie,
- італ. Geremia,
- тур. Yeremya,
- івр.  ירמיהו ,